# Burtsovsxina
Burtsovsxina (en rus: Бурцовщина) és un poble de l'óblast de Pskov, a Rússia, segons el cens del 2000 tenia 3 habitants. Pertany al districte de Gdov.